# Паралимни (дем Сервия)
Паралимни (на гръцки: Παραλίμνι) е село в Република Гърция, част от дем Сервия в област Западна Македония.

## География
Селото е разположено на 350 m надморска височина, североизточно от Сервия, на левия бряг на Бистрица (Алиакмонас), в подножието на планината Скопос.

## История
Селото е основано в 70-те години след изграждането на Полифитоското езеро. Регистрирано е за пръв път в 1981 година.
| Година    | 1913 | 1920 | 1928 | 1940 | 1951 | 1961 | 1971 | 1981 | 1991 | 2001 | 2011 | 2021 |
| --------- | ---- | ---- | ---- | ---- | ---- | ---- | ---- | ---- | ---- | ---- | ---- | ---- |
| Население |      |      |      |      |      |      |      | 175  | 74   |      |      |      |